# Zamarada ansorgei
Zamarada ansorgei är en fjärilsart som beskrevs av W. Warren 1897. Zamarada ansorgei ingår i släktet Zamarada och familjen mätare. Inga underarter finns listade i Catalogue of Life.